# 英國皇家砲兵
英國皇家砲兵團（英語：Royal Regiment of Artillery），通常簡稱皇家砲兵（Royal Artillery，RA），是英國陸軍的構成部隊之一。目前皇家炮兵編制有13個正規炮兵團、皇家騎馬炮兵團、5個英國陸軍預備役部隊炮兵團。

## 設置背景
英國軍隊自1346年克雷西會戰開始就引入火砲，16世紀亨利八世時代開始將炮兵轉換為半常設部隊，在18世紀之前，炮兵是在英國皇室發布徵召令時才募集，徵召人員來自於倫敦塔（英國軍需處）與各地要塞堡壘的砲手，戰爭結束時解散。
到18世紀後，職業化軍隊成為歐陸軍事的主流，尤其在當時的高科技兵種，砲兵與工兵更是如此，英國在專業化陸軍這部分落後於歐陸國家。1714年，第一代馬爾博羅公爵約翰·丘吉爾擔任軍需處局長後，開始推行軍隊改革，其中一個項目便是將軍需處增設炮兵、工兵兩個專業管理單位。直到1716年5月26日，英王喬治一世宣布成立了皇家砲兵部隊，成為英軍常設砲兵的始祖，至1720年開始使用皇家炮兵這個簡稱。最初的皇家炮兵部隊為總人數100人的2個連，至1722年4月1日，擴充為4個連，並在直布羅陀與梅諾卡島的獨立炮兵連合組皇家炮兵團，指揮官艾爾博特·波嘉德上校。
1741年，在伍利奇的皇家兵工廠用地中開設英國皇家軍事學院，為皇家工兵、皇家炮兵、愛爾蘭皇家炮兵、東印度公司等不列顛聯合王國所屬武裝單位養成軍官，自此後皇家炮兵的規模急速擴張。不過相較於英國陸軍在18世紀尚可用買官的方式晉升，皇家炮兵在創設後晉升僅以戰功作為標準。
1757年，皇家炮兵團麾下有2個炮兵營、統帥24個炮兵連與軍校部隊。到1780年，皇家炮兵團的規模已經擴編到4個砲兵營、統帥32個炮兵連及2個守備連，計5,241名官兵。1804年，海軍炮兵移交給皇家炮兵、1810年，愛爾蘭皇家炮兵失去其獨立地位編入皇家炮兵。除了傳統火炮，1814年皇家炮兵成立了2支操作康格里夫火箭的戰鬥單位。
皇家炮兵團幾乎參與了拿破崙戰爭中全部的戰役。
皇家炮兵團在成立時由軍需處管轄，在1855年軍需處廢止，皇家炮兵與其他單位一同轉移至英國陸軍部。1862年，皇家炮兵收納英國東印度公司擁有的炮兵武力－21個騎馬炮兵連、48個野戰炮兵連，總規模擴張為29個騎馬炮兵連、73個野戰炮兵連、88個重炮兵連的大部隊。
1899年，皇家炮兵進行重整一分為三。21個騎炮連與95個連改編為英國皇家野戰炮兵，岸防、山地防務、攻城炮、重炮兵等91個連改編為英國皇家要塞炮兵，剩餘的部隊繼續稱為皇家炮兵，負責彈藥補給與供應。
原先皇家砲兵的指揮部位於倫敦東南郊的伍利奇，在2003年，皇家炮兵決定將總部遷往埃姆斯伯里的Larkhill，該處為英國皇家炮兵學校所在地，也是炮兵野戰訓練場，皇家炮兵最後一個營在2007年移防。不過到2012年，皇家騎馬炮兵團決定將伍利奇作為新總部所在處。

## 外部連結
- Royal Regiment of Artillery
- Gunner （页面存档备份，存于） – the RA's official magazine